# الجمباز في الألعاب الأولمبية الصيفية 2024
الجمباز في الألعاب الأولمبية الصيفية تعقد مسابقات الجمباز في الألعاب الأولمبية الصيفية 2024 في باريس في ثلاث فئات: الجمباز الفني والجمباز الإيقاعي والترامبولين . ستقام فعاليات الجمباز الفني (من 27 يوليو إلى 5 أغسطس) والترامبولين (2 أغسطس) في أكورهوتيل أرينا ، بينما ستقام الأحداث الإيقاعية في صالة بورت دو لا شابيل من 8 إلى 10 أغسطس.   